# Ivajlo Petkov
Ivajlo Rumenov Petkov (in bulgaro Ивайло Руменов Петков?; Dolni Dăbnik, 24 marzo 1976) è un ex calciatore bulgaro, che giocava come centrocampista.

## Palmarès
- Campionato bulgaro: 2

Litex: 1997-1998, 2009-2010
- Coppa di Bulgaria: 1

Litex: 2008-2009
- Campionato turco: 1

Fenerbahçe: 2003-2004